# 오카와 아이
오카와 아이,(일본어: 大川藍 1993년 9월 17일 ~ )는 일본의 가수이다. 그룹 아이돌링의 멤버이다.
일본 효고현 출신이다.